# Stéphane Auvray
Stéphane Auvray (ur. 4 września 1981 w Les Abymes) – francuski piłkarz pochodzenia gwadelupskiego występujący na pozycji pomocnika.

## Kariera klubowa
Stéphane Auvray rozpoczął zawodową karierę w 2000 roku w występujących w czwartej lidze rezerwach klubu CM Caen. Sezon 2001-02 spędził w piątej lidze w US Changé. W latach 2002–2004 występował w czwartoligowym klubie GSI Pontivy, z którego trafił do występującego w tej samej klasie rozgrywkowej Vannes OC. Z Vannes awansował najpierw do trzeciej ligi w 2005, potem Ligue 2 w 2008. W latach 2004–2009 wystąpił w barwach Vannes w 144 spotkaniach, w których strzelił 1 bramkę. W barwach Vannes zadebiutował w Ligue 2 1 sierpnia 2007 w wygranym 1-0 wyjazdowym meczu z Clermont Foot.
W sezonie 2009-2010 występował w drugoligowym Nîmes Olympique. W Nîmes zadebiutował 7 sierpnia 2009 w zremisowanym 0-0 meczu z Tours FC. Od początku 2010 jest zawodnikiem amerykańskiego klubu Kansas City Wizards. W MLS zadebiutował 28 marca 2010 w wygranym 4-0 meczu z D.C. United.
| Sezon   | Klub                 | Kraj              | Rozgrywki                       | Mecze | Bramki |
| ------- | -------------------- | ----------------- | ------------------------------- | ----- | ------ |
| 2000/01 | Caen B               | Francja           | Championnat de France amateur   | ?     | ?      |
| 2001/02 | US Changé            | Francja           | Championnat de France amateur 2 | ?     | ?      |
| 2002/03 | GSI Pontivy          | Francja           | Championnat de France amateur   | 32    | 3      |
| 2003/04 | GSI Pontivy          | Francja           | Championnat de France amateur   | 26    | 1      |
| 2004/05 | Vannes OC            | Francja           | Championnat de France amateur   | 12    | 0      |
| 2005/06 | Vannes OC            | Francja           | Championnat National            | 26    | 0      |
| 2006/07 | Vannes OC            | Francja           | Championnat National            | 31    | 0      |
| 2007/08 | Vannes OC            | Francja           | Championnat National            | 37    | 1      |
| 2008/09 | Vannes OC            | Francja           | Ligue 2                         | 30    | 0      |
| 2009/10 | Nîmes Olympique      | Francja           | Ligue 2                         | 8     | 0      |
| 2010    | Kansas City Wizards  | Stany Zjednoczone | Major League Soccer             | 21    | 0      |
| 2011    | Sporting Kansas City | Stany Zjednoczone | Major League Soccer             | 6     | 0      |

## Kariera reprezentacyjna
W reprezentacji Gwadelupy Auvray zadebiutował 7 czerwca 2007 w zremisowanym 1-1 meczu z reprezentacją Haiti podczas Złotego Pucharu CONCACAF. Na turnieju na którym Gwadelupa dotarła do półfinału Fleurival wystąpił we wszystkich pięciu meczach z Haiti, Kanadą (bramka), Kostaryką, Hondurasem i Meksykiem. W 2009 po raz drugi uczestniczył w Złotym Pucharze CONCACAF. Na turnieju wystąpił we wszystkich czterech meczach z Panamą, Nikaraguą (bramka), Meksykiem i Kostaryką.
W 2011 po raz trzeci uczestniczył w Złotym Pucharze CONCACAF. Na turnieju wystąpił we wszystkich trzech meczach z Panamą, Kanadą i USA.